# Polypodium exsul
Polypodium exsul är en stensöteväxtart som beskrevs av Georg Heinrich Mettenius och Oskar Kuhn. Polypodium exsul ingår i släktet Polypodium och familjen Polypodiaceae. Inga underarter finns listade.